# Благовісний Вадим Андрійович
Вадим Андрійович Благовісний (14 вересня 1995, с. Синдаревське, Чернігівська область, Україна — 7 вересня 2022) — український військовослужбовець, підполковник (посмертно)[джерело?] Повітряних сил Збройних сил України. Нагороджений орденами Богдана Хмельницького II та III ступенів (2022). Герой України.

## Життєпис
Закінчив Харківський національний університет Повітряних сил імені Івана Кожедуба. З 2018 року служив у Миколаєві в складі 299-ї бригади тактичної авіації.
З початком російського вторгнення в Україну 2022 року здійснив 95 бойових вильотів, знищив 100 одиниць броньованої техніки, понад 80 автотранспортних засобів. Загинув 7 вересня 2022 року під час виконання бойового завдання.
Похований в родинному селі Синдаревському, що на Чернігівщині.

## Нагороди
- звання Герой України з удостоєнням ордена «Золота Зірка» (8 липня 2023, посмертно) — за особисту мужність і героїзм, виявлені у захисті державного суверенітету та територіальної цілісності України, самовіддане служіння Українському народові[2].
- орден Богдана Хмельницького II ступеня (17 серпня 2022) — за особисту мужність і самовіддані дії, виявлені у захисті державного суверенітету та територіальної цілісності України, вірність військовій присязі[3];
- орден Богдана Хмельницького III ступеня (22 березня 2022) — за особисту мужність і самовіддані дії, виявлені у захисті державного суверенітету та територіальної цілісності України, вірність військовій присязі[4].

## Військові звання
- підполковник,
- майор (2022),
- капітан (до 2022).

## Вшанування
- Одна з вулиць Миколаєва названа на честь Вадима Благовісного.[5]
- Центральна вулиця с.Безуглівки, Ніжинського р-ну, де Вадим Благовісний здобував середню освіту - названа на його честь.
- Меморіальна дошка на честь Героя України Вадима Благовісного встановлена на фасаді Безуглівського ліцею в Ніжинському районі, Чернігівської обл.[6]